# Аристомен Атински
Аристомен (стгрч. ἈριστομένηςἈριστομένης) био је старогчки песник.

## Биографија
Живео је у Атини у 5. веку пре нове ере.
Припадао је античкој атичкој комедији познатој као стара комедија, или тачније другој класи песника који су чинили стару атичку комедију. Изгледало је да су стари разликовали комичне песнике који су живели пре Пелопонеског рата од оних који су живели током њега, а Аристомен је припадао другој категорији.
Понекад су га исмевали именом „дрводеља“, што може указивати на то да је он или његов отац био занатлија који је радио својим рукама, можда столар.
Већ 425. пре нове ере, произвео је дело под називом „Носачи“ (стгрч. ὑλοφόροιὑλοφόροι), истом приликом када су изведени Витезови Аристофана и Сатирои Кратина; и ако је тачно да је још једно дело под називом Admetus изведено у исто време са Плутусом Аристофана 389. пре нове ере, Аристоменова каријера мора да је дуго трајала, иако знамо за само неколико Аристоменових комедија.
Сачувано је неколико фрагмената три додатна дела:
- Помоћници (Βοηθοι) који се понекад приписује Аристофану, при чему се имена Аристомена и Аристофана често мешају у рукописима.
- Шармери (Γοητες)
- Дионис Подвижник (Διονυσος ασκητης)

Постоје и три фрагмента за која је неизвесно да ли су део неке од овде наведених драма, или других дела чији су наслови непознати.